# Lužiška kultura
Lužiška kultura je bila kultura v pozni bronasti in zgodnji  železni dobi  (1700 pr. n. št. – 500 pr. n. št.) na večini ozemlja sedanje Poljske in delih Češke, Slovaške, vzhodne Nemčije in zahodne Ukrajine. Pokrivala je obdobja Montelius III (zgodnja lužiška kultura) do Montelius V severnoevropske kronološke sheme.
Bila je v tesnih stikih z nordijsko bronasto dobo. Opazni so tudi halštatski in latenski vplivi, zlasti v okrasju (zaponke, igle) in orožju.

## Izvor
Lužiška kultura se je razvila kot predhodna tšineška kultura pod vplivom kulture gomil  srednje bronaste dobe in je v bistvu  vključila lokalne skupnosti v družbenopolitično mrežo železnodobne Evrope. Bila je del sistemov žarnih polj, najdenih od vzhodne Francije, južne Nemčije in Avstrije do Madžarske ter nordijske bronaste dobe v severozahodni Nemčiji in Skandinaviji. Na zahodu ji je sledila billendorfska kultura starejše železne dobe. Za Poljsko se domneva, da je lužiška kultura trajala tudi del železne dobe in jo je v Monteliju VIIbc in severnem območju Poljske okoli izliva Visle nasledila pomorjanska kultura, ki se je nato širila proti jugu.
Pokope 'lužiškega tipa' je prvi opisal nemški patolog in arheolog Rudolf Virchow (1821–1902). Ime se nanaša na območje Lužice v vzhodni Nemčiji (Brandenburg in Saška) in zahodni Poljski. Virchow je lončarske artefakte opredelil kot 'predgermanske', vendar ni želel špekulirati o etnični pripadnosti njihovih izdelovalcev. Lužiška kultura je bila predhodnica kasnejših kultur, ki so pripadale zgodnjim Slovanom. Sodobni arheologi, kot sta Kazimierz Godłowski in Piotr Kaczanowski, menijo, da je etnična geografija bronastodobne Srednje Evrope takrat vključevala ljudstva, katerih jeziki in etnična identiteta so preprosto neznani.

## Kultura
Pokojne so kremirali. Pokopi so bili redki. Žaro so običajno spremljale številne (do 40) dodane posode. Kovinski grobni pridatki so bili redki. Izjema je na primer Kopaniewo na Pomorjanskem, kjer je bilo v grobovih veliko bronastih in zlatih predmetov (zaklad Eberswalde, Brandenburg). Grobovi z livarskimi kalupi, na primer v Bataunu na Saškem,  in šobami  za vpihavanje zraka v livarsko peč potrjujejo proizvodnjo bronastega orodja in orožja na vaški ravni. 'Kraljeva' grobnica v Seddinu v Brandenburgu, pokrita z veliko gomilo, je vsebovala predmete, uvožene s Sredozemlja, med njimi bronasto posodo in steklene kroglice. Nekatere pokopališča so bila precej velika z več tisoč grobovi. 
Odprte vasi ali utrjene naselbine (burgward ali gord) so stale na vrhovih vtpetin ali v močvirjih. Obzidja so bila zgrajena iz lesenih prekatov, napolnjenih z zemljo ali kamenjem. Znani naselji lužiške kulture sta Biskupin na Poljskem in Buch blizu Berlina. 
Gospodarstvo je temeljilo predvsem na poljedelstvu, o čemer pričajo številne skladiščne jame. Osnovni poljščini sta bili pšenica in šestredni ječmen. Pridelovalo se je tudi proso, rž, oves, grah, bob, leča, navadni riček (Camelina sativa), lan, jabolka, hruške in slive. Od domačih živali je bilo najpomembejše govedo in prašiči. Sledile so ovce, koze, konji in psi. Slike na železnodobnih žarah iz Šlezije pričajo o jahanju, vendar so konje uporabljali tudi za vprežne živali. Najdbe kosti potrjujejo lov na jelenjad in srnjad, divje svinje, bizone, lose, zajce, lisice in volkove, vendar divjačina ni predstavljala prav velik delež v prehrani ljudi. Številne žabje kosti, najdene pri Biskupinu, morda kažejo, da so jedli tudi žabje krake.
- Lužiško orožje
- Različni predmeti iz bronate in železna deobe
- Bronasti in keramični predmeti
- Sekire in zapetnice
- Bronast model kultnega voza
- Keramika iz Biskupina
- Lužiška žara
- Keramika in figurice
- Ogrlice in zapestnice
- Fibula in zapestvice